# Storsjön (Hjorteds socken, Småland)
Storsjön är en sjö i Västerviks kommun i Småland och ingår i Botorpsströmmens huvudavrinningsområde. Sjön är 14,2 meter djup, har en yta på 2,08 kvadratkilometer och befinner sig 91,1 meter över havet. Sjön avvattnas av vattendraget Försjöbäcken. Vid provfiske har bland annat abborre, björkna, gers och gädda fångats i sjön.

## Delavrinningsområde
Storsjön ingår i det delavrinningsområde (640087-152429) som SMHI kallar för Utloppet av Storsjön. Medelhöjden är 101 meter över havet och ytan är 27,88 kvadratkilometer. Det finns inga avrinningsområden uppströms utan avrinningsområdet är högsta punkten. Försjöbäcken som avvattnar avrinningsområdet har biflödesordning 2, vilket innebär att vattnet flödar genom totalt 2 vattendrag innan det når havet efter 29 kilometer. Avrinningsområdet består mestadels av skog (77 %). Avrinningsområdet har 3,36 kvadratkilometer vattenytor vilket ger det en sjöprocent på 12 %.

## Fisk
Vid provfiske har följande fisk fångats i sjön:
- Abborre
- Björkna
- Gärs
- Gädda
- Mört
- Sarv
- Sik
- Sutare